# 三河町
三河町（みかわちょう）は、江戸時代から昭和初期にかけてに存在した町名。町域は現在の東京都千代田区内神田1丁目と神田司町2丁目付近および神田美土代町の一部にあたる。

## 概要
町名の由来は、徳川家康が入府したさいに帯同した三河の下級武士がこの地に移り住んだことによる。江戸でもっとも古い町の一つであり、1丁目から4丁目まであった。明治時代には東京市神田区三河町となったが、1935年（昭和10年）に1丁目が鎌倉町と、2〜4丁目が神田司町と合併したことにより町名は消失した。

## 三河町に関連する作品
岡本綺堂の小説『半七捕物帳』では、主人公の半七親分は神田の三河町に居を構えているという設定である。